# Vector Aerospace
Die Vector Aerospace Corporation ist ein börsennotiertes kanadisches Unternehmen, das Hubschrauber und Flugzeugtriebwerke wartet, repariert und überholt. Es ist weltweit aktiv, neben Kanada vor allem im Vereinigten Königreich, in den USA und in Südafrika. Mit 2500 Mitarbeitern erzielte es 2010 umgerechnet rund 400 Mio. Euro Umsatz.
Für rund 625 Mio. CAD (452 Mio. Euro) wurde es 2011 von der Eurocopter Group der EADS übernommen. Im November 2017 verkaufte Airbus Group das Unternehmen an StandardAero Aviation Holdings.